# Syed Mir Qasim
Syed Mir Qasim (Anantnag, India, 1921-Nueva Delhi, India, 2004). Estudió en la escuela de Srinagar y en la AMU, donde se especializó en Comercio y Finanzas.
Gran estadista y político, ingresó a este campo en 1940 (con 19 años) como miembro de la Asamblea Constituyente que redactó la Constitución de India independiente. Es considerado el fundador del partido del Congreso Nacional Indio en el estado de Cachemira. Miembro de la Asamblea Constituyente de Jammu y Cachemira (1951-1957) y ha sido ministro del estado en tres períodos entre 1953 y 1965.
Primer ministro cachemiro en 1971, tras la muerte de Ghulam Mohammed Sadiq. Allanó en camino para el acuerdo entre Indira Gandhi y el Sheik Mohammed Abdullah (1975). Qasim pasó a ser miembro de la Rajya Sabha (1975-1978). Se incorporó al gabinete en 1976 como ministro de suministros, y miembro del Congreso desde 1983.
Falleció en una ambulancia en Nueva Delhi, en diciembre de 2004, mientras era trasladado para atención de urgencia. Sus restos fueron enterrados en Cachemira.
| Predecesor: Ghulam Mohammed Sadiq | Jefe de Ministros de Jammu y Cachemira 1971-1975 | Sucesor: Sheik Mohammed Abdullah |

- Datos: Q7660381